# Skelani
Skelani var en kommun i Bosnien och Hercegovina.   Den låg i entiteten Republika Srpska, i den östra delen av landet, 90 km öster om huvudstaden Sarajevo.